# Campeonato Mundial de Voleibol Femenino Sub-18 de 2001
El VII Campeonato Mundial de Voleibol Femenino Sub-18 se celebró en Croacia del 22 de septiembre al 30 de septiembre de 2001. Fue organizado por la Federación Internacional de Voleibol. El campeonato se jugó en la subsede de Pula y Rijeka.

## Equipos participantes
| Grupo A      | Grupo B              | Grupo C         | Grupo D     |
| ------------ | -------------------- | --------------- | ----------- |
| Croacia      | Ruanda               | Brasil          | Argentina   |
| Kenia        | Japón                | Italia          | China       |
| Camerún      | República Dominicana | Polonia         | Korea       |
| China Taipéi | Rusia                | República Checa | Puerto Rico |

## Primera fase

### Grupo A

#### Clasificación
| Pos | Equipo       | PJ | PG | PP | SF | SC | PTS |
| --- | ------------ | -- | -- | -- | -- | -- | --- |
| 1   | China Taipéi | 3  | 3  | 0  | 9  | 0  | 6   |
| 2   | Croacia      | 3  | 2  | 1  | 6  | 4  | 5   |
| 3   | España       | 3  | 1  | 2  | 4  | 6  | 4   |
| 4   | Kenia        | 3  | 0  | 3  | 0  | 9  | 3   |

#### Resultados
| Fecha    | Encuentro              | Resultado | Set   | Set   | Set   | Set   | Set | Puntuación total |
| Fecha    | Encuentro              | Resultado | 1     | 2     | 3     | 4     | 5   | Puntuación total |
| -------- | ---------------------- | --------- | ----- | ----- | ----- | ----- | --- | ---------------- |
| 22-09-01 | España - China Taipéi  | 0-3       | 19-25 | 13-25 | 21-25 |       |     | 53-75            |
| 22-09-01 | Croacia - Kenia        | 3-0       | 25-15 | 25-16 | 25-08 |       |     | 75-39            |
| 23-09-01 | China Taipéi - Kenia   | 3-0       | 25-15 | 25-17 | 30–28 |       |     | 80-60            |
| 23-09-01 | España - Croacia       | 1-3       | 12-25 | 21-25 | 25–19 | 22-25 |     | 80-94            |
| 24-09-01 | España - Kenia         | 3-0       | 25-15 | 25-12 | 25-19 |       |     | 75-47            |
| 24-09-01 | China Taipéi - Croacia | 3-0       | 25-22 | 25-16 | 25-20 |       |     | 75-58            |

### Grupo B

#### Clasificación
| Pos | Equipo               | PJ | PG | PP | SF | SC | PTS |
| --- | -------------------- | -- | -- | -- | -- | -- | --- |
| 1   | Rusia                | 3  | 3  | 0  | 9  | 3  | 6   |
| 2   | Japón                | 3  | 1  | 2  | 7  | 7  | 4   |
| 3   | República Dominicana | 3  | 1  | 2  | 6  | 8  | 4   |
| 4   | Bielorrusia          | 3  | 1  | 2  | 4  | 8  | 4   |

#### Resultados
| Fecha    | Encuentro                          | Resultado | Set   | Set   | Set   | Set   | Set   | Puntuación total |
| Fecha    | Encuentro                          | Resultado | 1     | 2     | 3     | 4     | 5     | Puntuación total |
| -------- | ---------------------------------- | --------- | ----- | ----- | ----- | ----- | ----- | ---------------- |
| 22-09-01 | Japón - Bielorrusia                | 3-1       | 25-18 | 25-22 | 20-25 | 25-18 |       | 95-83            |
| 22-09-01 | Rusia - República Dominicana       | 3-1       | 16-25 | 25-07 | 25-15 | 25-19 | 15-13 | 91-66            |
| 23-09-01 | Japón - República Dominicana       | 2-3       | 25-23 | 25-21 | 22–25 | 16-25 | 12-15 | 109-100          |
| 23-09-01 | Bielorrusia - Rusia                | 0-3       | 20-25 | 23-25 | 23–25 |       |       | 66-75            |
| 24-09-01 | Rusia - Japón                      | 3-2       | 25-22 | 15-25 | 24-26 | 25-22 | 15-10 | 104-105          |
| 24-09-01 | Bielorrusia - República Dominicana | 3-2       | 25-15 | 25-23 | 26-28 | 16-25 | 15-10 | 107-101          |

### Grupo C

#### Clasificación
| Pos | Equipo          | PJ | PG | PP | SF | SC | PTS |
| --- | --------------- | -- | -- | -- | -- | -- | --- |
| 1   | Brasil          | 3  | 3  | 0  | 9  | 4  | 6   |
| 2   | Polonia         | 3  | 2  | 1  | 8  | 3  | 5   |
| 3   | Italia          | 3  | 1  | 2  | 5  | 7  | 4   |
| 4   | República Checa | 3  | 0  | 3  | 1  | 9  | 3   |

#### Resultados
| Fecha    | Encuentro                 | Resultado | Set   | Set   | Set   | Set   | Set   | Puntuación total |
| Fecha    | Encuentro                 | Resultado | 1     | 2     | 3     | 4     | 5     | Puntuación total |
| -------- | ------------------------- | --------- | ----- | ----- | ----- | ----- | ----- | ---------------- |
| 22-09-01 | República Checa - Polonia | 0-3       | 25-27 | 23-25 | 19-25 |       |       | 67-77            |
| 22-09-01 | Brasil - Italia           | 3-2       | 25-23 | 19-25 | 21-25 | 25-19 | 15-10 | 105-102          |
| 23-09-01 | Polonia - Italia          | 3-0       | 25-21 | 25-17 | 25-15 |       |       | 75-53            |
| 23-09-01 | República Checa - Brasil  | 0-3       | 24-26 | 20-25 | 17-25 |       |       | 61-76            |
| 24-09-01 | República Checa - Italia  | 1-3       | 27-25 | 22-25 | 18-25 | 23-25 |       | 90-100           |
| 24-09-01 | Brasil - Polonia          | 3-2       | 25-20 | 25-16 | 23-25 | 16-25 | 15-13 | 103-99           |

### Grupo D

#### Clasificación
| Pos | Equipo    | PJ | PG | PP | SF | SC | PTS |
| --- | --------- | -- | -- | -- | -- | -- | --- |
| 1   | China     | 2  | 2  | 0  | 9  | 2  | 4   |
| 2   | Argentina | 2  | 1  | 1  | 3  | 3  | 3   |
| 3   | Korea     | 2  | 0  | 2  | 2  | 6  | 2   |

#### Resultados
| Fecha    | Encuentro                 | Resultado | Set   | Set   | Set   | Set   | Set   | Puntuación total |
| Fecha    | Encuentro                 | Resultado | 1     | 2     | 3     | 4     | 5     | Puntuación total |
| -------- | ------------------------- | --------- | ----- | ----- | ----- | ----- | ----- | ---------------- |
| 22-09-01 | Corea del Sur - Argentina | 0-3       | 17-25 | 23-25 | 21-25 |       |       | 61-75            |
| 23-09-01 | Argentina - China         | 0-3       | 22-25 | 23-25 | 20-25 |       |       | 65-75            |
| 24-09-01 | China - Corea del Sur     | 3-2       | 25-18 | 22-25 | 17-25 | 25-16 | 15-13 | 104-97           |

#### Clasificación para la Segunda Fase
| – | Clasificado a cuartos de final.                                 |
| – | Clasificado a las eliminatorias por un pase a cuartos de final. |
| – | Eliminado de la Competencia.                                    |

## Segunda fase

### Grupo E
Los campeones de la serie A, B, C y D están clasificados directamente a cuartos de final, se enfrentan por una mejor ubicación. "A" vs "D" / "B" vs "C".

#### Resultados
| Fecha    | Encuentro            | Resultado | Set   | Set   | Set   | Set   | Set | Puntuación total |
| Fecha    | Encuentro            | Resultado | 1     | 2     | 3     | 4     | 5   | Puntuación total |
| -------- | -------------------- | --------- | ----- | ----- | ----- | ----- | --- | ---------------- |
| 26-09-01 | China - China Taipéi | 3-1       | 25-21 | 25-18 | 22-25 | 25-19 |     | 97-83            |
| 26-09-01 | Brasil - Rusia       | 3-0       | 25-20 | 25-19 | 25-21 |       |     | 75-60            |

### Grupo F
Los equipos ubicados en la 2ª y 3ª posición se enfrentan en eliminatorias. El equipo ganador pasa a cuartos de final mientras que el equipo que pierde se ubica automáticamente en la posición 9°. 

#### Resultados
| Fase            | Fecha    | Encuentro                      | Resultado | Set   | Set   | Set   | Set   | Set | Puntuación total |
| Fase            | Fecha    | Encuentro                      | Resultado | 1     | 2     | 3     | 4     | 5   | Puntuación total |
| --------------- | -------- | ------------------------------ | --------- | ----- | ----- | ----- | ----- | --- | ---------------- |
| Eliminatoria 1° | 13-08-03 | Polonia - España               | 3-1       | 23-25 | 25-22 | 25-14 | 25-18 |     | 98-79            |
| Eliminatoria 2° | 13-08-03 | Argentina - Italia             | 0-3       | 18-25 | 23-25 | 18-25 |       |     | 51-75            |
| Eliminatoria 3° | 13-08-03 | Japón - Corea del Sur          | 3-1       | 22-25 | 25-15 | 25-21 | 25-17 |     | 97-78            |
| Eliminatoria 4° | 13-08-03 | Croacia - República Dominicana | 1-3       | 25-21 | 20-25 | 23-25 | 17-25 |     | 88-95            |

## Fase final

### Por el 1° y 3° puesto
|  | Cuartos de final          | Cuartos de final          |                           |        | Semifinales            | Semifinales            |  |  | Final                     | Final |
|  |                           |                           |                           |        |                        |                        |  |  |                           |       |
|  | 27 de noviembre - Croacia |                           |                           |        |                        |                        |  |  |                           |       |
|  |                           |                           |                           |        |                        |                        |  |  |                           |       |
|  | Polonia                   | 3                         |                           |        |                        |                        |  |  |                           |       |
|  | Polonia                   | 3                         | 29 de noviembre - Croacia |        |                        |                        |  |  |                           |       |
|  | Rusia                     | 0                         |                           |        |                        |                        |  |  |                           |       |
|  | Rusia                     | 0                         | Brasil                    | 3      |                        |                        |  |  |                           |       |
|  | 27 de noviembre - Croacia |                           | Brasil                    | 3      |                        |                        |  |  |                           |       |
|  |                           | Polonia                   | 1                         |        |                        |                        |  |  |                           |       |
|  | Brasil                    | Polonia                   | 1                         | 3      |                        |                        |  |  |                           |       |
|  | Brasil                    |                           | 30 de noviembre - Croacia | 3      |                        |                        |  |  |                           |       |
|  | R. Dominicana             | 1                         |                           |        |                        |                        |  |  |                           |       |
|  | R. Dominicana             | 1                         | China                     | 3      |                        |                        |  |  |                           |       |
|  | 27 de noviembre - Croacia |                           | China                     | 3      |                        |                        |  |  |                           |       |
|  |                           | Brasil                    | 1                         |        |                        |                        |  |  |                           |       |
|  | China Taipéi              | Brasil                    | 1                         | 1      |                        |                        |  |  |                           |       |
|  | China Taipéi              | 29 de noviembre - Croacia |                           | 1      |                        |                        |  |  |                           |       |
|  | Italia                    | 3                         |                           |        |                        |                        |  |  |                           |       |
|  | Italia                    | 3                         | China                     | 3      | Tercer y cuarto puesto | Tercer y cuarto puesto |  |  |                           |       |
|  | 27 de noviembre - Croacia |                           | China                     | 3      | Tercer y cuarto puesto | Tercer y cuarto puesto |  |  |                           |       |
|  |                           | Italia                    | 1                         |        |                        |                        |  |  |                           |       |
|  | Japón                     | Italia                    | 1                         | 0      | Polonia                | 3                      |  |  |                           |       |
|  | Japón                     |                           |                           | 0      | Polonia                | 3                      |  |  |                           |       |
|  | China                     | 3                         |                           | Italia | 2                      |                        |  |  |                           |       |
|  | China                     | 3                         |                           |        | 2                      |                        |  |  |                           |       |
|  |                           |                           |                           |        |                        |                        |  |  | 30 de noviembre - Croacia |       |
|  |                           |                           |                           |        |                        |                        |  |  |                           |       |

### Cuartos de final
| Fecha    | Encuentro                     | Resultado | Set   | Set   | Set   | Set   | Set | Puntuación total |
| Fecha    | Encuentro                     | Resultado | 1     | 2     | 3     | 4     | 5   | Puntuación total |
| -------- | ----------------------------- | --------- | ----- | ----- | ----- | ----- | --- | ---------------- |
| 27-09-01 | Polonia - Rusia               | 3-0       | 27-25 | 25-21 | 25-18 |       |     | 107-102          |
| 27-09-01 | Brasil - República Dominicana | 3-1       | 22-25 | 25-13 | 25-22 | 25-18 |     | 97-78            |
| 27-09-01 | China Taipéi - Italia         | 1-3       | 17-25 | 22-25 | 25-22 | 22-25 |     | 86-97            |
| 27-09-01 | Japón - China                 | 0-3       | 23-25 | 17-25 | 23-25 |       |     | 63-75            |

### Semifinales
| Fecha    | Encuentro        | Resultado | Set   | Set   | Set   | Set   | Set | Puntuación total |
| Fecha    | Encuentro        | Resultado | 1     | 2     | 3     | 4     | 5   | Puntuación total |
| -------- | ---------------- | --------- | ----- | ----- | ----- | ----- | --- | ---------------- |
| 29-09-01 | Brasil - Polonia | 3-1       | 22-25 | 25-22 | 25-17 | 25-22 |     | 97-86            |
| 29-09-01 | China - Italia   | 3-1       | 25-22 | 18-25 | 25-16 | 25-15 |     | 93-78            |

### 3° Puesto
| Fecha    | Encuentro        | Resultado | Set   | Set   | Set   | Set   | Set   | Puntuación total |
| Fecha    | Encuentro        | Resultado | 1     | 2     | 3     | 4     | 5     | Puntuación total |
| -------- | ---------------- | --------- | ----- | ----- | ----- | ----- | ----- | ---------------- |
| 30-09-01 | Polonia - Italia | 3-2       | 25-12 | 22-25 | 25-22 | 23-25 | 15-10 | 110-94           |

### 1° Puesto
| Fecha    | Encuentro      | Resultado | Set   | Set   | Set   | Set   | Set | Puntuación total |
| Fecha    | Encuentro      | Resultado | 1     | 2     | 3     | 4     | 5   | Puntuación total |
| -------- | -------------- | --------- | ----- | ----- | ----- | ----- | --- | ---------------- |
| 30-09-01 | China - Brasil | 3-1       | 25-23 | 25-21 | 25-27 | 25-22 |     | 100-93           |

### Por el 5° y 7º puesto
|  | Semifinales 5° - 7° | Semifinales 5° - 7° |   |               | 5º puesto    | 5º puesto |  |
|  |                     |                     |   |               |              |           |  |
|  |                     |                     |   |               |              |           |  |
|  |                     |                     |   |               |              |           |  |
|  | Rusia               | 3                   |   |               |              |           |  |
|  | R. Dominicana       | 1                   |   |               |              |           |  |
|  |                     |                     |   |               |              |           |  |
|  |                     |                     |   |               |              |           |  |
|  |                     |                     |   |               | Rusia        | 1         |  |
|  |                     | Japón               | 3 |               |              |           |  |
|  |                     |                     |   |               |              |           |  |
|  |                     |                     |   |               |              |           |  |
|  |                     |                     |   |               | 7º puesto    |           |  |
|  |                     |                     |   |               |              |           |  |
|  | Japón               | 3                   |   | R. Dominicana | 1            |           |  |
|  | China Taipéi        | 0                   |   |               | China Taipéi | 3         |  |

### Clasificación 5°-8°
| Fecha    | Encuentro                    | Resultado | Set   | Set   | Set   | Set   | Set | Puntuación total |
| Fecha    | Encuentro                    | Resultado | 1     | 2     | 3     | 4     | 5   | Puntuación total |
| -------- | ---------------------------- | --------- | ----- | ----- | ----- | ----- | --- | ---------------- |
| 29-09-01 | República Dominicana - Rusia | 0-3       | 28-30 | 25-23 | 18-25 | 19-25 |     | 90-103           |
| 29-09-01 | Japón - China Taipéi         | 3-0       | 25-22 | 25-19 | 25-20 |       |     | 75-61            |

### Clasificación 7°
| Fecha    | Encuentro                           | Resultado | Set   | Set   | Set   | Set   | Set | Puntuación total |
| Fecha    | Encuentro                           | Resultado | 1     | 2     | 3     | 4     | 5   | Puntuación total |
| -------- | ----------------------------------- | --------- | ----- | ----- | ----- | ----- | --- | ---------------- |
| 30-09-01 | República Dominicana - China Taipéi | 1-3       | 19-25 | 29-31 | 14-25 | 25-19 |     | 95-92            |

### Clasificación 5°
| Fecha    | Encuentro     | Resultado | Set   | Set   | Set   | Set | Set | Puntuación total |
| Fecha    | Encuentro     | Resultado | 1     | 2     | 3     | 4   | 5   | Puntuación total |
| -------- | ------------- | --------- | ----- | ----- | ----- | --- | --- | ---------------- |
| 30-09-01 | Rusia - Japón | 0-3       | 17-25 | 19-25 | 20-25 |     |     | 56-75            |

## Podio
| China     |
| 1º Título |
| China     |

## Clasificación general
| Pos | Equipo                            |
| --- | --------------------------------- |
| 1   | China                             |
| 2   | Brasil                            |
| 3   | Polonia                           |
| 4   | Italia                            |
| 5   | Japón                             |
| 6   | Rusia                             |
| 7   | China Taipéi                      |
| 8   | República Dominicana              |
| 9   | Argentina Croacia España Korea    |
| 13  | Bielorrusia Kenia República Checa |

## Distinciones individuales
| - Mejor Anotadora - Huang Huiping (CHN) - Mejor Atacante - Fabiana Claudino (BRA) - Mejor Bloqueadora - Fabiana Claudino (BRA) - Mejor Sacadora - Sana Ayako (JAP) | - Mejor Defensa - Sara Paris (ITA) - Mejor Armadora - Zhang Qian (CHN) - Mejor Recepción - Raquele Lenartowicz (BRA) |

| Predecesor: Portugal 1999 | Campeonato Mundial de Voleibol Femenino Sub-18 Croacia 2001 | Sucesor: Polonia 2003 |

- Datos: Q8257298